# Test matches de mitad de año 2017
Los Partidos Internacionales de medio año de Rugby de 2017 son partido de Rugby que se disputan en el Hemisferio sur durante la ventana internacional de junio.
Los British and Irish Lions tendrán una gira por Nueva Zelanda en la cual jugaran ante las cinco franquicias de Nueva Zelanda (Chiefs, Crusaders, Blues, Highlanders y Hurricanes), ante Uniones Provinciales XV, los Māori All Blacks y tres test matchs ante los All Blacks.

## Series
| Partidos                                  | Resultado | Ganador    |
| ----------------------------------------- | --------- | ---------- |
| Sudáfrica vs. Francia                     | 3 – 0     | Sudáfrica  |
| Nueva Zelanda vs. British and Irish Lions | 1 – 1 – 1 | Empate     |
| Japón vs. Irlanda                         | 0 – 2     | Irlanda    |
| Argentina vs. Inglaterra                  | 0 – 2     | Inglaterra |

## Calendario
Todos los horarios corresponden al huso horario local.

### Semana 1
| 27 de mayo de 2017, 16:00 | Kenia | 29 - 30 | Alemania | RFUEA Ground, Nairobi                                          |                                                                |
|                           | - Tries - Kerre 3' - Kopondo 17' - Onsomu 50' - Ambunya 60' - Conversiones - (3/4) Mukidza 18' 51' 61' - Penales - (1/2) Mukidza 70' - Tarjetas - Owila 76' hasta 80' | Reporte | - Tries - 25' Poppmeier - 42' Brenner - 73' Aounallah - Conversiones - 26' Parkinson (1/2) - Penales - 2' Parkinson (1/2) - 66' 73' Hilsenbeck (2/4) - Drops - 80+1' Hilsenbeck (1/1) | Asistencia: 10.000 espectadores Árbitro(s): Cwengile Jadezweni | Asistencia: 10.000 espectadores Árbitro(s): Cwengile Jadezweni |

| 28 de mayo de 2017, 15:00 | Inglaterra | 28 - 14 | Barbarians | Estadio de Twickenham, Londres                                                                              | |
|                           | - Tries - Earle 16' - Isiekwe 67' - Care 80' - Conversiones - (2/3) Ford 17' 68' - Penales - (3/4) Ford 30' 40' 47' | Reporte | - Tries - 42' Ashley-Cooper - 76' Tekori - Conversiones 44' 76' Madigan (2/2) - Tarjetas - 55' hasta 65' Nariashvili | Asistencia: 51.636 espectadores Árbitro(s): Andrew Brace - Jueces de touch: - Johnny Lacey - Ben Whitehouse | Asistencia: 51.636 espectadores Árbitro(s): Andrew Brace - Jueces de touch: - Johnny Lacey - Ben Whitehouse |

### Semana 2
| 1 de junio de 2017, 19:30 | Ulster | vs. | Barbarians | Kingspan Stadium, Belfast |  |
|                           |        |     |            | Árbitro(s): Por definir   |  |

| 2 de junio de 2017, : | RGC 1404 | vs. | Gales | Eirias Park, Colwyn Bay |  |
|                       |          |     |       | Árbitro(s): Por definir |  |

### Semana 3
| 10 de junio de 2017, 14:40 | Japón | 33 - 21 | Rumanía | Estadio Umakana Yokana, Kumamoto |  |
|                            |       |         |         | Árbitro(s): Alexandre Ruiz       |  |

| 10 de junio de 2017, : | Escocia | 34 - 13 | Italia | Estadio Nacional de Singapur, Kallang |  |
|                        |         |         |        | Árbitro(s): Paul Williams             |  |

| 10 de junio de 2017, 15:00 | Australia | 37 - 14 | Fiyi | AAMI Park, Melbourne       |  |
|                            |           |         |      | Árbitro(s): Matthew Carley |  |

| 10 de junio de 2017, 17:00 | Sudáfrica | 37 - 14 | Francia | Estadio Loftus Versfeld, Pretoria |  |
|                            |           |         |         | Árbitro(s): Glen Jackson          |  |

| 10 de junio de 2017, 13:00 | Brasil | 25 - 21 | Portugal | Estadio Pacaembú, São Paulo |  |
|                            |        |         |          | Árbitro(s): Por definir     |  |

| 10 de junio de 2017, 16:15 | Argentina | 34 - 38 | Inglaterra | Estadio del Bicentenario, San Juan |                         |
|                            | Tries: Boffelli 7' Lavanini 36' De la Fuente 50' Tuculet 52' Conversiones: (4/4) Sánchez 8', 37', 51', 54' Penales: (1/3) Sánchez 40' Drops: (1/1) Hernández 76' |         | Tries: 30' Yarde 46' May 64' Ford 78' Solomona Conversiones: 32', 48', 78' Ford (3/4) Penales: 16', 26', 42', 62' Ford (4/4) | Árbitro(s): Nigel Owens            | Árbitro(s): Nigel Owens |

| 10 de junio de 2017, 16:00 | Estados Unidos | 19 - 55 | Irlanda | Red Bull Arena, Harrison |  |
|                            |                |         |         | Árbitro(s): Luke Pearce  |  |

| 10 de junio de 2017, 15:00 | Canadá | 0 - 13 | Georgia | Calgary Rugby Park, Calgary |  |
|                            |        |        |         | Árbitro(s): Andrew Brace    |  |

### Semana 4
| 16 de junio de 2017, 17:30 | Tonga | 6 - 24 | Gales | Eden Park, Auckland     |  |
|                            |       |        |       | Árbitro(s): Nick Briant |  |

| 16 de junio de 2017, 20:00 | Nueva Zelanda | 78 - 0 | Samoa | Eden Park, Auckland        |  |
|                            |               |        |       | Árbitro(s): Mathieu Raynal |  |

| 17 de junio de 2017, 15:00 | Fiyi | 22 - 19 | Italia | Estadio Nacional de Fiyi, Suva |  |
|                            |      |         |        | Árbitro(s): Marius Westhuizen  |  |

| 17 de junio de 2017, 14:00 | Japón | 22 - 50 | Irlanda | Estadio Ecopa de Shizuoka, Fukuroi |  |
|                            |       |         |         | Árbitro(s): Mathieu Raynal         |  |

| 17 de junio de 2017, 15:00 | Australia | 19 - 24 | Escocia | Allianz Stadium, Sídney  |  |
|                            |           |         |         | Árbitro(s): Wayne Barnes |  |

| 17 de junio de 2017, 19:35 | Māori All Blacks | 10 - 32 | British and Irish Lions | Estadio internacional de Rotorua, Rotorua |  |
|                            |                  |         |                         | Árbitro(s): Jaco Peyper                   |  |

| 17 de junio de 2017, 17:00 | Sudáfrica | 37 - 15 | Francia | Estadio Kings Park, Durban |  |
|                            |           |         |         | Árbitro(s): Ben O'Keeffe   |  |

| 17 de junio de 2017, 16:15 | Argentina | 25 - 35 | Inglaterra | Estadio B.G Estanislao López, Santa Fe |  |
|                            |           |         |            | Árbitro(s): John Lacey                 |  |

| 17 de junio de 2017, 15:00 | Canadá | 9 - 25 | Rumanía | Parque de Rugby Ellerslie, Edmonton |  |
|                            |        |        |         | Árbitro(s): Shuhei Kubo             |  |

| 17 de junio de 2017, : | Brasil | Cancelado | Bélgica | ?, ?                    |  |
|                        |        |           |         | Árbitro(s): Por definir |  |

| 17 de junio de 2017, 16:00 | Islas Caimán | 39 - 17 | México | Complejo Deportivo Truman Bodden, George Town |  |
|                            |              |         |        | Árbitro(s): Por definir                       |  |

| 17 de junio de 2017, 19:00 | Estados Unidos | 17 - 21 | Georgia | Fifth Third Bank Stadium, Kennesaw |  |
|                            |                |         |         | Árbitro(s): Federico Anselmi       |  |

### Semana 5
| 24 de junio de 2017, 15:00 | Samoa | 17 - 19 | Gales | Apia Park, Apia               |  |
|                            |       |         |       | Árbitro(s): Marius Westhuizen |  |

| 24 de junio de 2017, 15:00 | Fiyi | 27 - 22 | Escocia | Estadio Nacional de Fiyi, Suva |  |
|                            |      |         |         | Árbitro(s): Pascal Gaüzère     |  |

| 24 de junio de 2017, 14:40 | Japón | 13 - 35 | Irlanda | Estadio Ajinomoto, Tokio |  |
|                            |       |         |         | Árbitro(s): JP Doyle     |  |

| 24 de junio de 2017, 15:00 | Australia | 40 - 27 | Italia | Estadio Suncorp, Brisbane  |  |
|                            |           |         |        | Árbitro(s): Matthew Carley |  |

| 24 de junio de 2017, 19:35 | Nueva Zelanda | 30 - 15 | British and Irish Lions | Eden Park, Auckland     |  |
|                            |               |         |                         | Árbitro(s): Jaco Peyper |  |

| 24 de junio de 2017, 17:00 | Sudáfrica | 35 - 12 | Francia | Estadio Ellis Park, Johannesburgo |  |
|                            |           |         |         | Árbitro(s): Angus Gardner         |  |

| 24 de junio de 2017, 18:00 | Rumania | 56 - 5 | Brasil | Estadio Nacional de Rugby Arcul de Triumf, Bucarest |  |
|                            |         |        |        | Árbitro(s): Por definir                             |  |

| 24 de junio de 2017, 16:15 | Argentina | 45 - 29 | Georgia | Estadio 23 de Agosto, Jujuy |  |
|                            |           |         |         | Árbitro(s): Luke Pearce     |  |

### Semana 6
| 1 de julio de 2017, 19:35 | Nueva Zelanda | 21 - 24 | British and Irish Lions | Estadio Westpac, Wellington |  |
|                           |               |         |                         | Árbitro(s): Jérôme Garcès   |  |

### Semana 7
| 8 de julio de 2017, 19:35 | Nueva Zelanda | 15 - 15 | British and Irish Lions | Eden Park, Auckland      |  |
|                           |               |         |                         | Árbitro(s): Romain Poite |  |